# Prot i Hiacynt
Prot, cs. Muczenik Prot i (cs.) Muczenik Iakinf,  Hiacynt, wł. Proto e Giacinto (zm. ok. 262 w Rzymie) – bracia męczennicy, święci Kościoła katolickiego i prawosławnego.

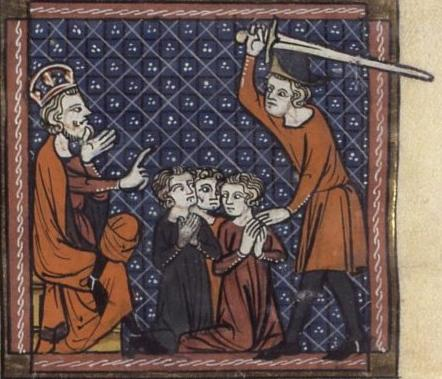
Jedna z wersji śmierci męczeńskiej św.św. Prota i Hiacynta (manuskrypt z XIV w.).

O ich kulcie wiadomo z dokumentów liturgicznych Depositio martyrum, salzburskiego Itinerarium, Epitome de locis sanctorum oraz sakramentarzy i marmurowego kalendarza z Neapolu.
Święty Damazy (papież 366–384) obu męczenników nazwał braćmi, jednak nie wiadomo czy dotyczyło to więzów krwi.
Późniejsze Passio Eugenii Rzymskiej, wspomina ich jako eunuchów i służących św. Eugenii, którzy ponieśli śmierć męczeńską za czasów panowania cesarza Galiena (260–268). Święci zostali wysłani przez Eugenię do pouczenia i ochrzczenia pewnej młodej rzymianki o imieniu Bazyla. Zostali pojmani przez pogan i zawleczeni do ich świątyni, gdzie mieli złożyć ofiarę rzymskim bogom.  Zostali straceni przez ścięcie lub spalenie.
Grób św. Hiacynta, z zachowanym napisem, odkryła wyprawa archeologiczna (1845) do katakumb Bazyli przy Via Salaria. Oryginalna inskrypcja według starego Martyrolgium brzmiała:

D P III IDUS SEPTEBR
YACINTHUS
MARTYR

W późniejszym czasie odsłonięto napis:

... S E P U L C R U M P R O T I M(artyris) ...

Obecnie są to katakumby św. Hermesa, męczennika (zm. ok. 120). 
Ich wspomnienie liturgiczne w Kościele katolickim obchodzone jest 11 września.
Kościół prawosławny, z uwagi na liturgię według kalendarza juliańskiego, wspomina męczenników 24 grudnia/6 stycznia, tj. 6 stycznia według kalendarza gregoriańskiego razem ze św. Eugenią.